# Louis Delrieu
Louis Delrieu o Louis Exupère Origène Delrieu (Lavardac, 14 de març de 1889 - Audenge, 5 de febrer de 1976) fou un pilot d'aviació militar francès durant la Primera Guerra Mundial i pioner aeropostal al finalitzar el conflicte bèl·lic, nomenat Oficial i Cavaller de la Legió d'Honor.
De professió professor a Pouillon va ser reclutar durant la Primera Guerra Mundial al nord d'Àfrica, de 1913 a 1914. Designat com a Observador aeronàutic militar i de tornada a França, va aconseguir el títol de pilot militar d'avions a l'Ecole d'aviation militaire d'Avord el 1915 i el de la Federació Aeronàutica Internacional el mateix any. De nou al front, va ser enviat a l'Exèrcit francès Oriental on, primer com a tinent d'esquadrilla i després com a comandant, va ser distingit per les seves tasques de reconeixement, protecció i valentia a les missions; en particular, pel mèrits aconseguits al Regne de Sèrbia. Se li van atorgar dues Creus de Guerra, l'Orde de l'Àliga Blanca de Sèrbia i se l'anomenà Cavaller de la Legió d'Honor.

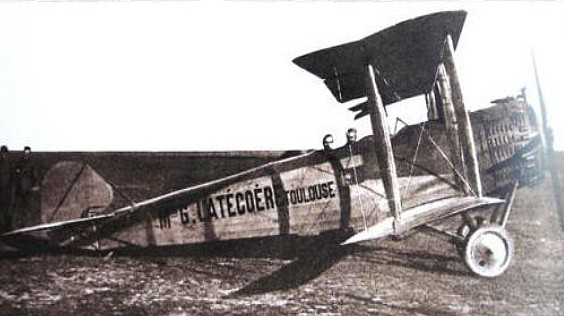
Avió postal de Latécoère a l'època de Louis Delrieu

Un cop finalitzada la guerra, Delrieu fou contractat el 1919 per la companyia aèria “Lignes Aériennes Latécoère”, empresa pionera dins l'avió postal que tot just acabava d'inaugurar el trajecte de Tolosa a Casablanca fent escala a Barcelona-El Prat de Llobregat, Alacant-Sant Vicent del Raspeig i Màlaga. Es va convertir en pilot regular i, en un aterratge d'emergència quan se li va parar el motor, a Alzira, va conèixer a la que esdevindria la seva amant, Caridad del Río, segons Gregorio Luri.
Va ser un dels millors pilots de la companyia; així, el 1921 va ser enviat a l'Àfrica a fer un reconeixent davant la possibilitat d'expandir-se cap al Senegal i el 1923 va participar en els primers vols postals entre Casablanca i Dakar. El 1924, va ser el primer pilot que va fer un reconeixement aeronàutic de l'illa de Gran Canaria dins gestions per valorar l'enllaç amb les illes a la ruta amb Dakar. Va volar de Fuerteventura a Gran Canaria i, en un vol d'assaig entre Las Palmas de Gran Canaria i Santa Cruz de Tenerife, va portar el primer enviament aeri d'una carta entre les Illes Canàries.
Va abandonar la feina a Latécoère el 1925. Va passar un temps de nou al servei militar aeri, on exercí de comandant a Ajaccio i a Nantes, després esdevingué director del centre aeri de Clermont-Aulnat. fins que va ser nomenat Oficial de la Legió d'Honor i abandonà la carrera militar. Va morir a la Gironda, i al seu funeral van assistir d'altres pioners del correu postal i antics companys com Gaston Vedel.